# Liste von Museen in der Volksrepublik China

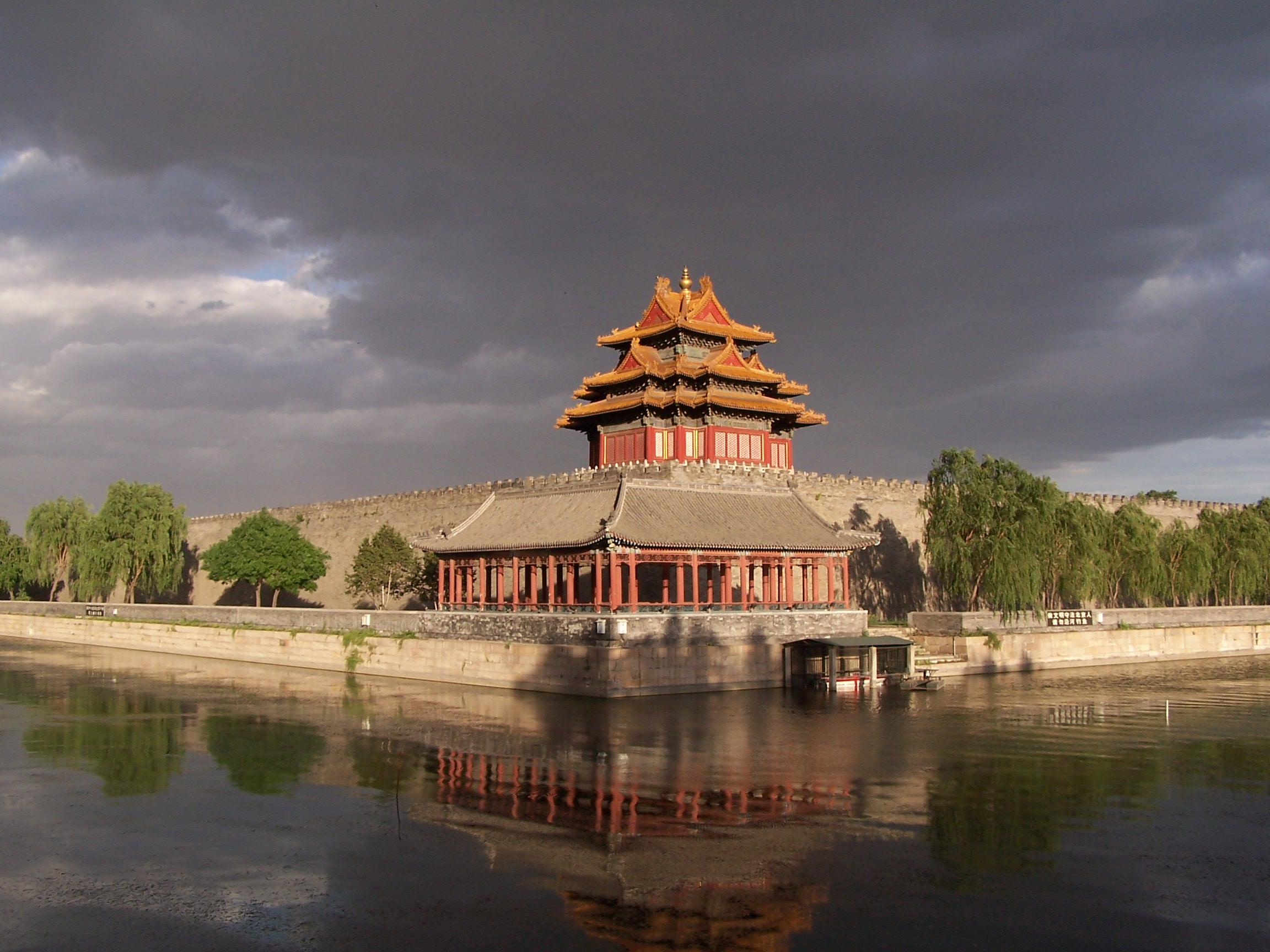
Das Palastmuseum in der einst Verbotenen Stadt

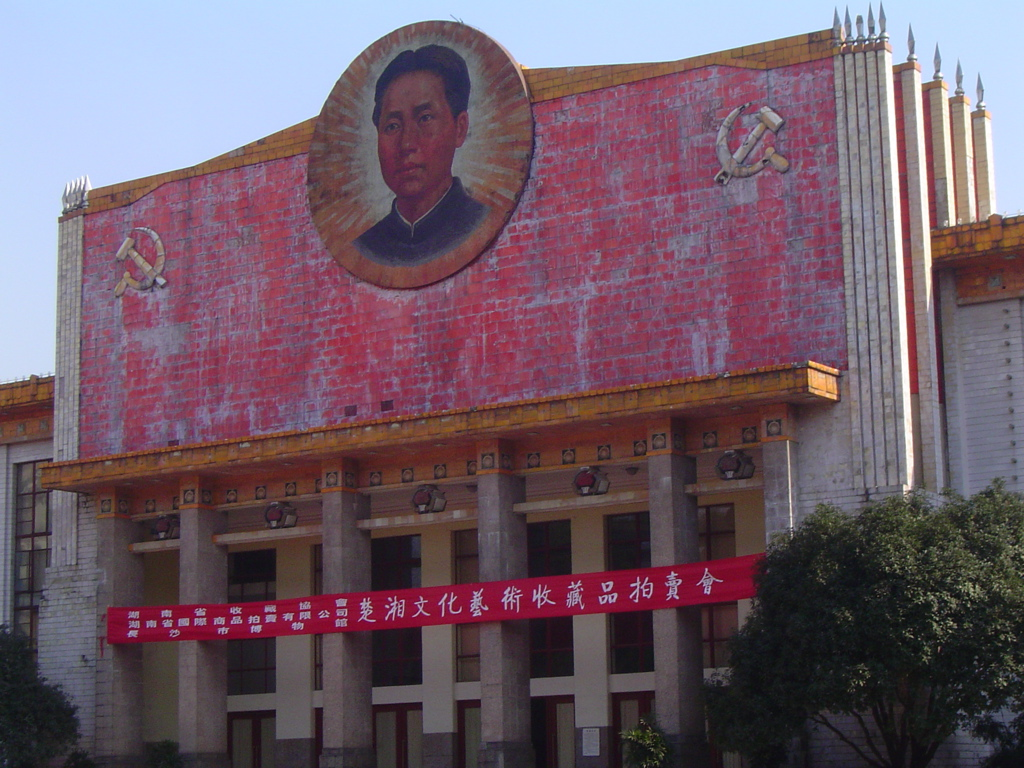
Maomuseum, Changsha

Museen in der Volksrepublik China (unvollständig)
Hinweis zu den Namen: meistens sind die englischsprachigen Namen der Museen von deren oder den staatlichen Websites angegeben. Besucher in China werden so evtl. vor Ort fündig, auch wenn sie nicht den chinesischen Namen kennen oder verwenden können.

## Beijing (Peking)

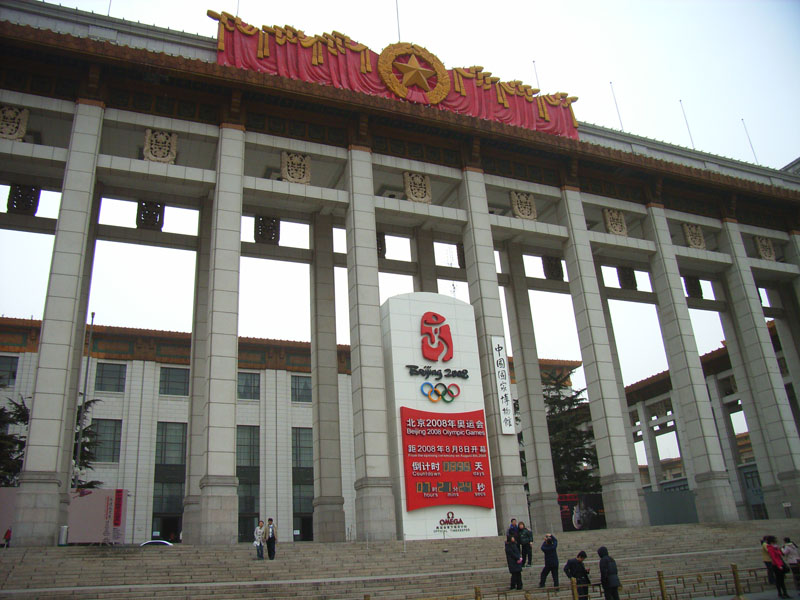
Nationalmuseum

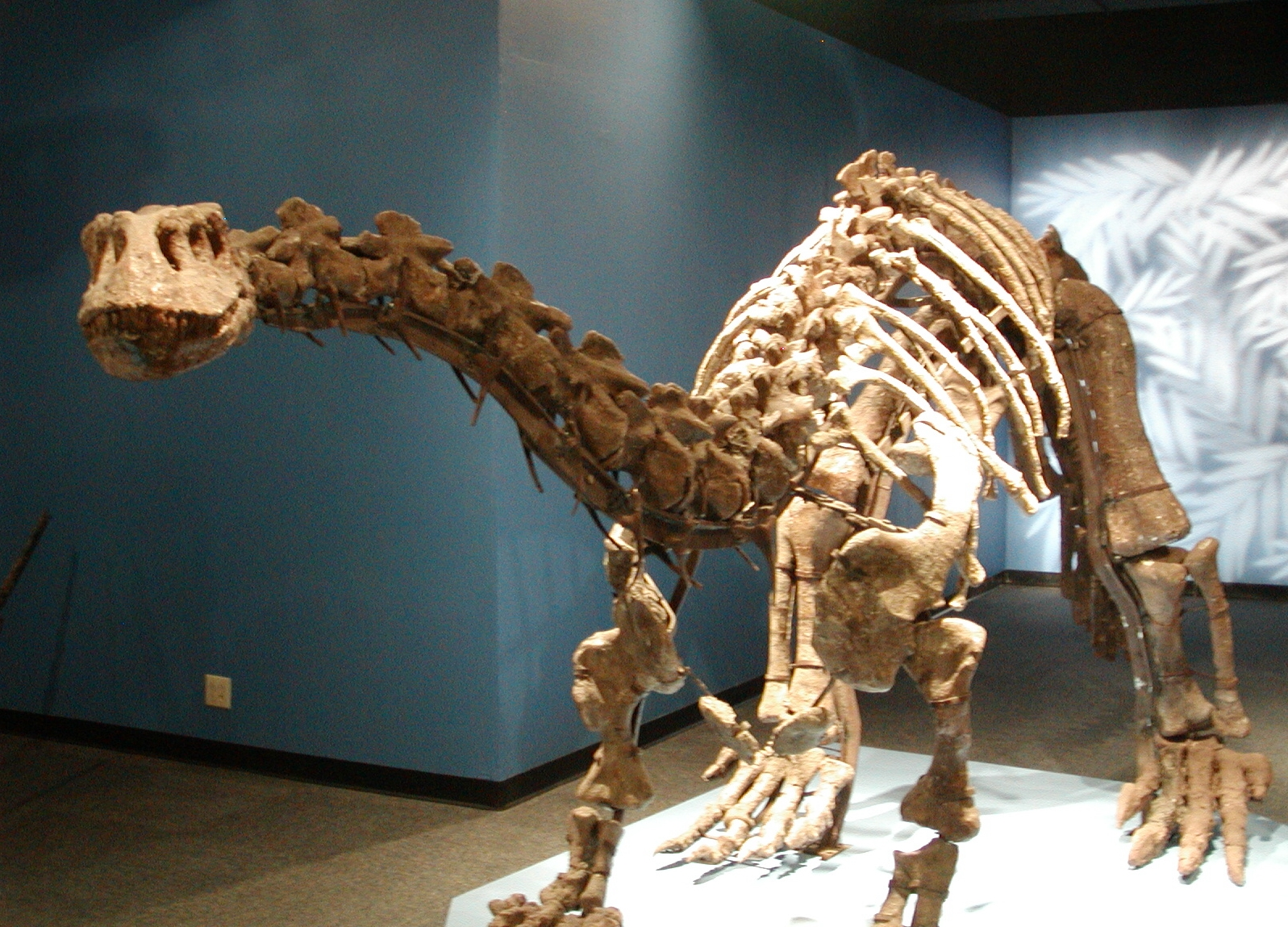
BMNH Lufengosaurus m.

- Chinesisches Nationalmuseum (Zhongguo guojia bowuguan, 2003 umgewidmet; davor Museum der Geschichte Chinas und Museum der Chinesischen Revolution)
- China Railway Museum (Nationales Eisenbahnmuseum) (Chaoyang, 2002)
- China’s Great Wall Museum - Die Große Mauer, das Museum (Ein wichtiges Tor der Chinesischen Mauer, der sogenannte Bādálǐng (八達嶺 / 八达岭) nordwestlich von Peking (Juyongguan, Museum seit 1994), befindet sich im Yan-Gebirge. Er soll stellvertretend für eine Reihe von Informationspunkten zur Chinesischen Mauer genannt werden.)
- Museum für Leitungswasser (Beijing's Museum of Tap Water.), eigentlich geht es um die Wasserversorgung - Baubeginn 1908, in einem Pumpwerk auf dem Gelände des ersten Pekinger Wasserwerks (U-Bahn-Station Dongzhimen, Nähe russische Botschaft)
- Beijing ziran bowuguan (Beijing Museum of Natural History - BMNH, Chongwen, 1951. Urspr. Name Nationales Zentrales Naturhistorisches Museum; z. B. Dinosaurier)
- Dabaotai Western Han Tombs Museum (Fengtai; 1979; Gräber der Westlichen Han-Dynastie)
- Gudai Jianzhu Bowuguan (Beijing Ancient Architecture Museum, Xuanwu, 1991; Xiannong-Gebäude – Taisui Dian (Jupiterhalle), Mingepoche, 1532)
- Museum der tibetischen Kultur (Xizang wenhua bowuguan)
- Nationales Kunstmuseum von China (NAMOC, auch China Fine Arts Gallery, Museum für bildende Künste; mit dem Schwergewicht auf moderner und zeitgenössischer Kunst), 1 Wusi Dajie, East District / Dongcheng District, 1963 / 2005
- Palastmuseum (Běijīng Gùgōng Bówùyuàn, 1925)
- Ullens Center for Contemporary Arts (Chaoyang)
- Zhongguo dizhi bowuguan (Geological Museum of China, 1916; erstes naturwissenschaftliches / geologisches Museum in China)
- Zhongguo yishi bowuguan (Nationales Museum für Medizingeschichte)
- Zhōngguó rénmín gémìng jūnshì bówùguǎn (China People's Revolution Military Museum - Militärmuseum der chinesischen Volksrevolution; Museum der Volksbefreiungsarmee)
- Zhongguo kexue jishu guan (China Science and Technology Museum, 1988)

## Changsha
- Mao Tsê–tung (Mao Zedong)-Museum (vergl.: Mao Zedong, Personenkult)

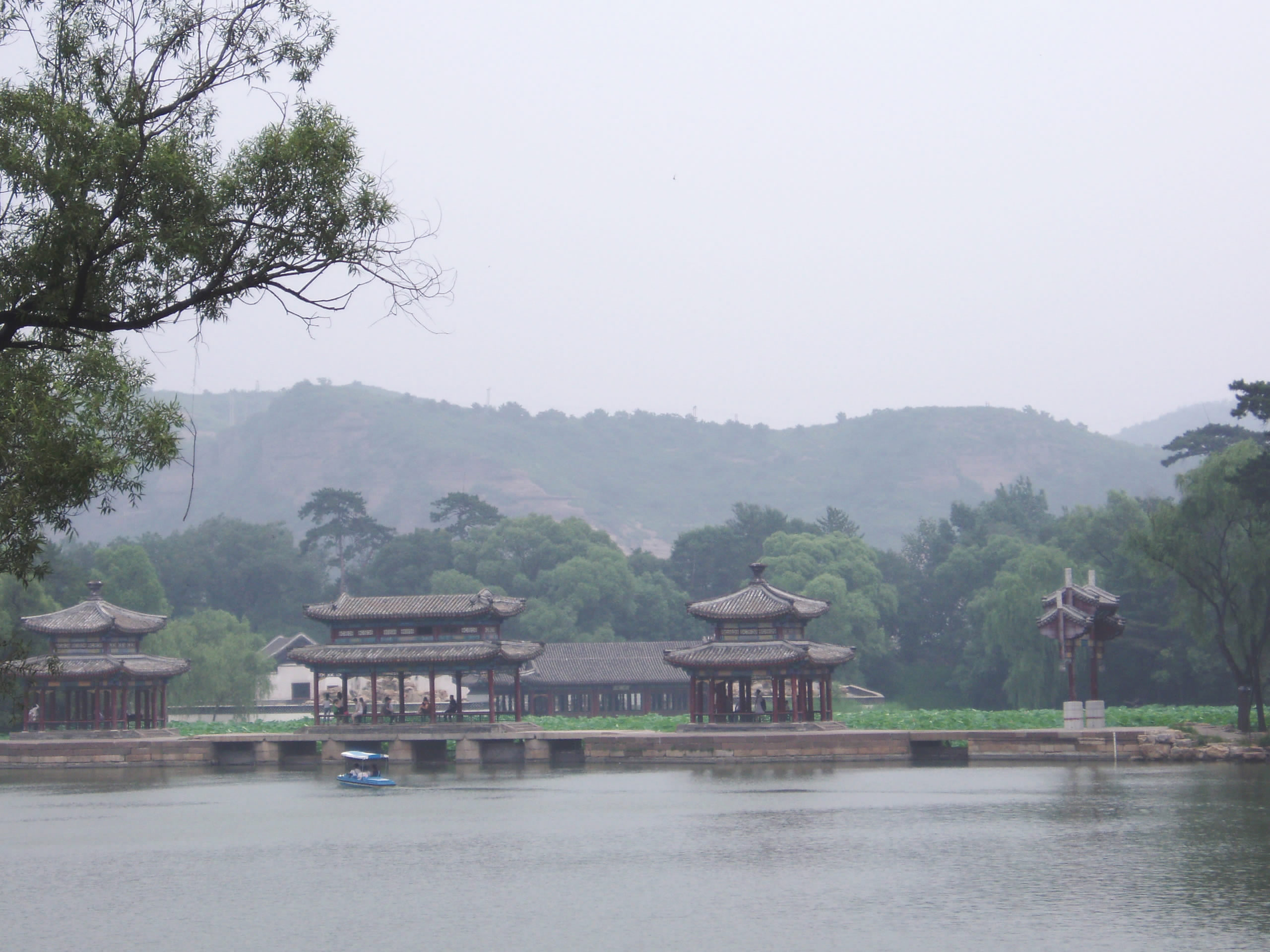
Sommerpalast, Chengde

## Chengde
- Chengde Summer Resort (Kaiserlicher Sommerpalast, chin. 避暑山庄, Bì Shŭ Shānzhuāng) 1703

## Fujian

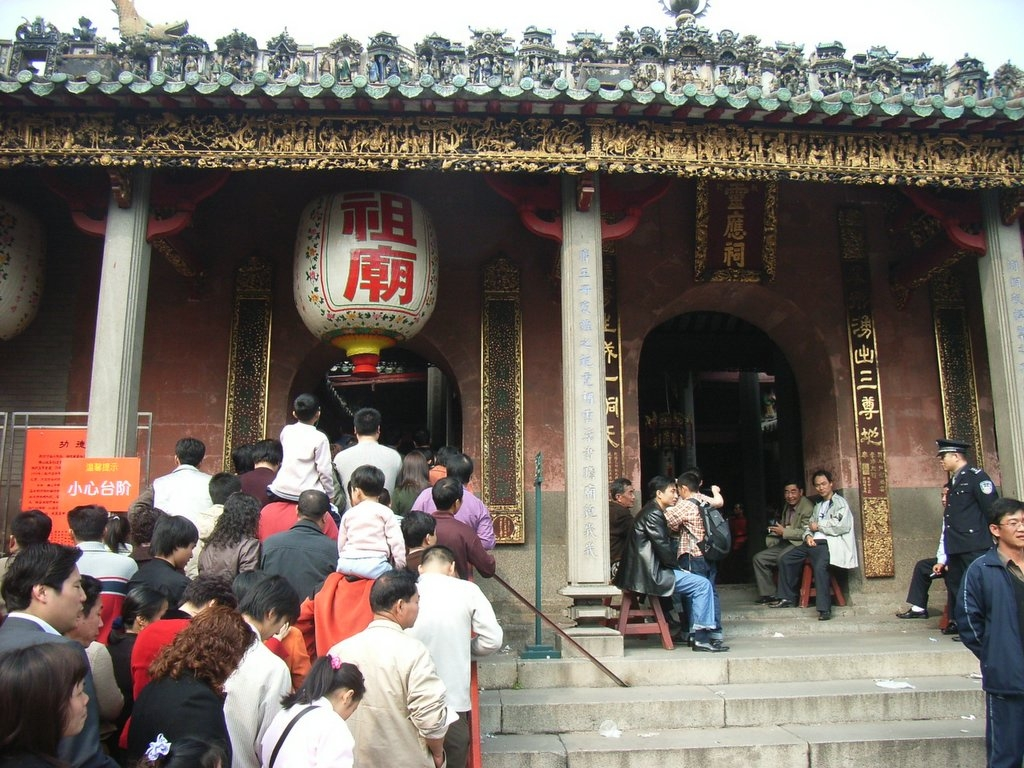
Der ehemalige Foshan Ahnen-Tempel

- Quanzhou Museum

## Foshan
- Foshan Museum

## Gansu

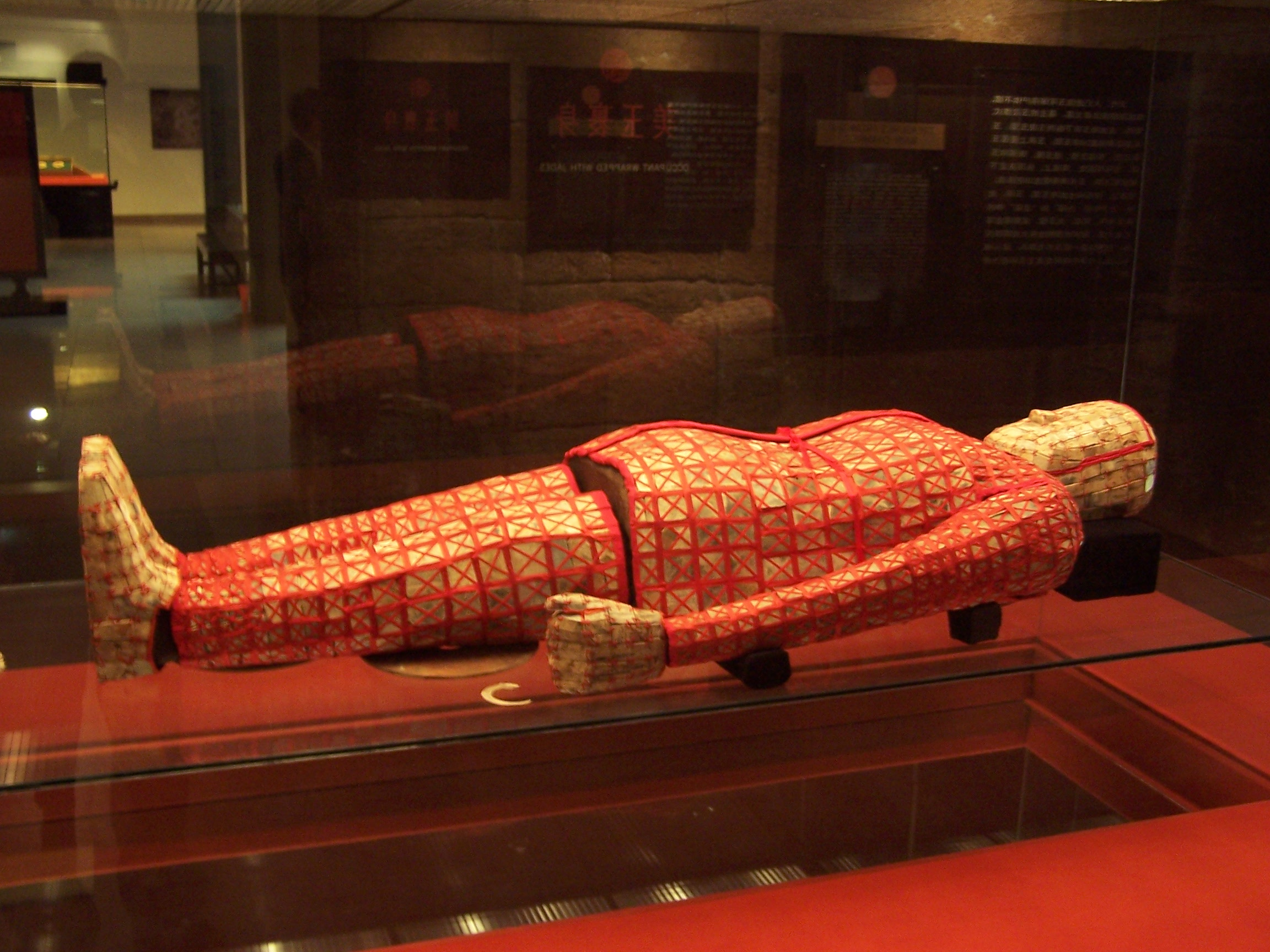
Si Lü

- Provinzmuseum Gansu in Lanzhou

## Guangzhou
(G. in der Provinz Guangdong, veraltet auch Kanton)
- Museum of the Western Han Dynasty Mausoleum of the Nanyue King (Westliche Han-Dynastie)
- Guangdong Provincial Museum
- Guangdong Museum of Art

## Guangdong
- Dongguan Science and Technology Museum
- Longgang museum of Hakka culture, Longgang
- Shenzhen Museum
- Tianjing Museum of Theatre

vgl. Tianjing

## Guangxi
- Guangxi Museum
- Guangxi Museum of Nationalities
- Liuzhou Museum
- Museum of Guihai Tablets Forest

## Hangzhou
- Zhejiang Meishuguan (浙江美术馆,  Zhèjiāng Měishùguǎn). Kunstmuseum Zhejiang; Zhejiang Art Museum; eröffnet 2009.
- Zhongguo sichou bowuguan (China National Silk Museum, 1992; Seide)
- Zhōngguó Shīdì Bówùguǎn (Nationales chinesisches Feuchtland-Museum; 中国湿地博物馆; 2009)
- Zhōngguó Yìnxué Bówùguǎn (Nationales chinesisches Siegelmuseum; 中国印学博物馆; 1999)
- Provinzmuseum Zhejiang (浙江省博物馆; gegründet 1929)
- Naturkundemuseum Zhejiang (Zhejiang Museum für Naturkunde; 浙江自然博物馆; geht zurück auf eine Gründung von 1929. Jetziger Name seit 1984.)

## Henan

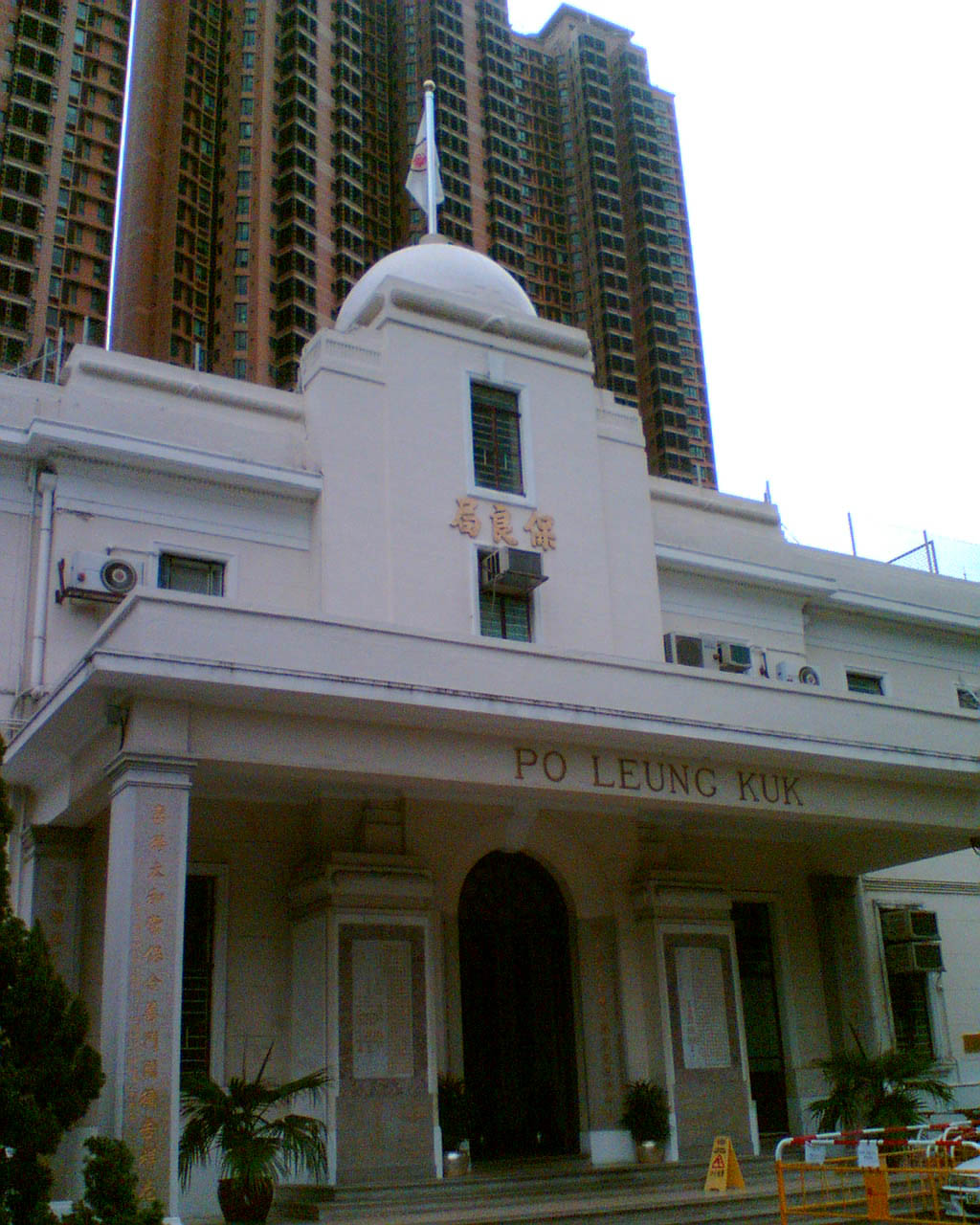
Po Leung Kuk Museum

- Henan-Museum, Zhengzhou
- Guo State Museum, Sanmenxia

## Hongkong
(Hongkong SAR, chin. Xiānggǎng; engl. Hong Kong)
- Hong Kong Museum of Coastal Defense
- Hong Kong Heritage Museum (Sha Tin)
- Hong Kong Museum of Art (Kowloon)
- Hong Kong Film Archive
- Hong Kong Museum of History
- Hong Kong Science Museum
- Hong Kong Space Museum (Kowloon, virtuelles Planetarium)
- Hong Kong Visual Arts Centre
- Law Uk Folk Museum
- Lei Cheng Uk Han Tomb Museum (Sham Shui Po; Grab aus der Han-Dynastie, ehemals Lei Cheng Uk Branch Museum)
- Museum of Tea Ware (Flagstaff House)
- Po Leung Kuk Museum
- Eisenbahnmuseum Hongkong
- Sam Tung Uk Museum (Tsuen Wan, Nachbau einer Hakka-Siedlung)
- Sheung Yiu Folk Museum
- Dr. Sun Yat-sen Museum
- Tsui Museum of Art

## Hubei
- Wuhan Museum (1985; Provinzmuseum; auch große Musikinstrumenten-Sammlung)

## Jiangsu
- Präsidentenpalast bis 1949 (engl. China Modern History Museum)
- Suzhou Arts and Crafts Museum
- Yangzhou Museum (China Block Printing Museum)
- Xuzhou Museum
- Taiping Kingdom History Museum, Nanjing (Zum Taiping-Aufstand, 1850–1864)
- The Museum of Guangling King's Tomb in Han Dynasty, Yangzhou (Liu Che (Han Wudi), Han-Kaiser 141 v. Chr. bis 87 v. Chr.)
- Xiaoling-Mausoleum des Hongwu bei Nanjing

## Jilin
- Museum of Imperial Palace of Manchu State, Changchun (Mandschudynastie, als Marionettenregime Japans Mandschukuo, Pu Yi - der letzte Kaiser, 1934 bis 1945)

## Jinan
- Liste von Museen in Jinan

## Liaoning
- Dalian Natural History Museum
- Dalian Modern Museum
- Shenyang Steam Locomotive Museum

## Liuwan
- Qinghai Liuwan caitao bowuguan (Kreis Ledu Provinz Qinghai; Liuwan Museum of Ancient Painted Pottery; 37.925 Objekte, vor allem Töpfereiprodukte der Jungsteinzeit; zugleich Forschungszentrum, 2004)

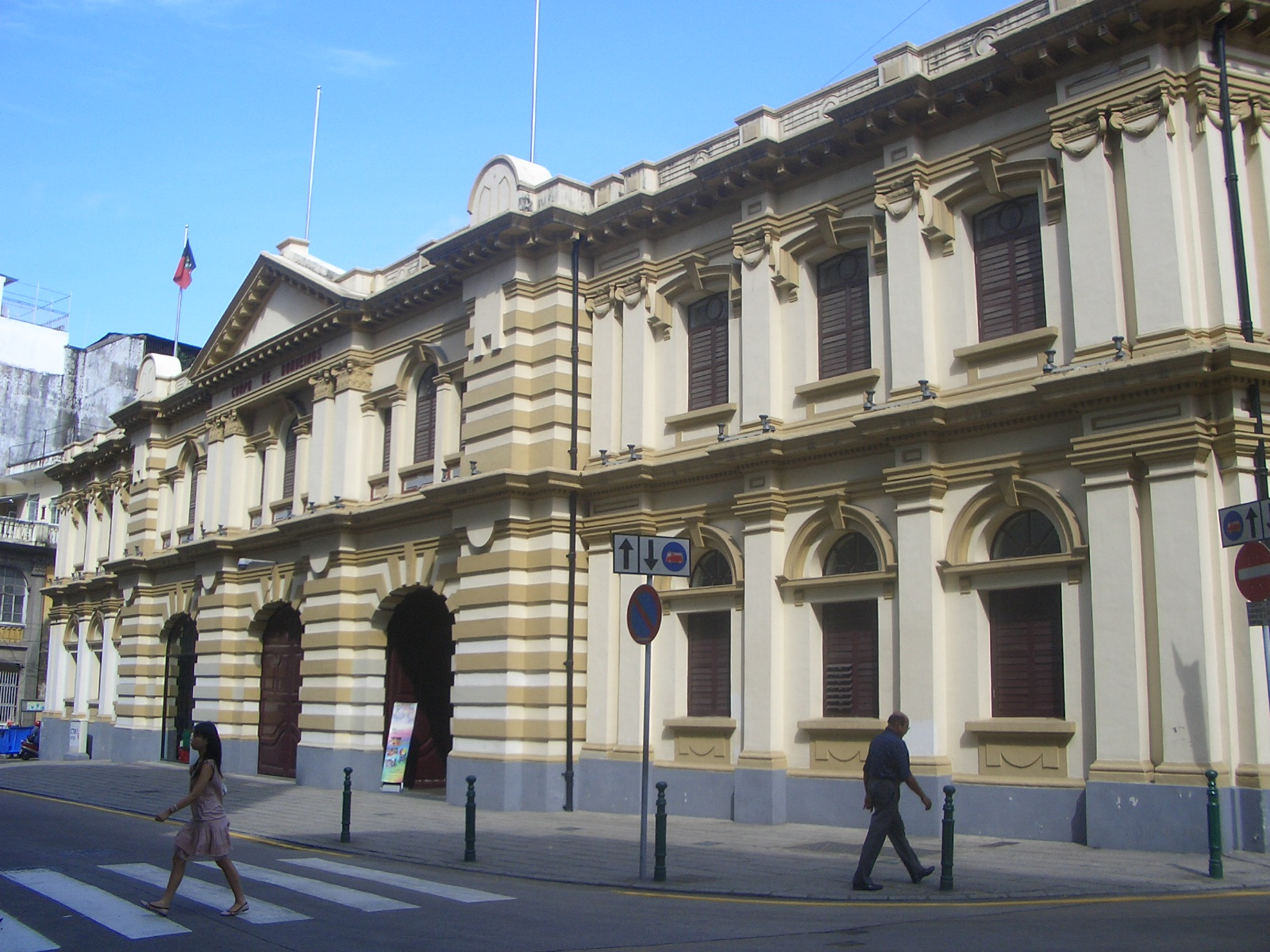
Feuerwehrmuseum

## Macau
- Macao Museum of Art
- Fire Services Museum
- Museum of Macau
- Museu Marítimo (Schiffahrtsmuseum)
- Museum of the Holy House of Mercy
- Sun Yat Sen Memorial House (Sun Yat Sen)

## Nanjing
(siehe auch unter Jiangsu)
- China Modern History Museum
- John-Rabe-Haus
- Nanjing-Museum
- Taiping Kingdom History Museum

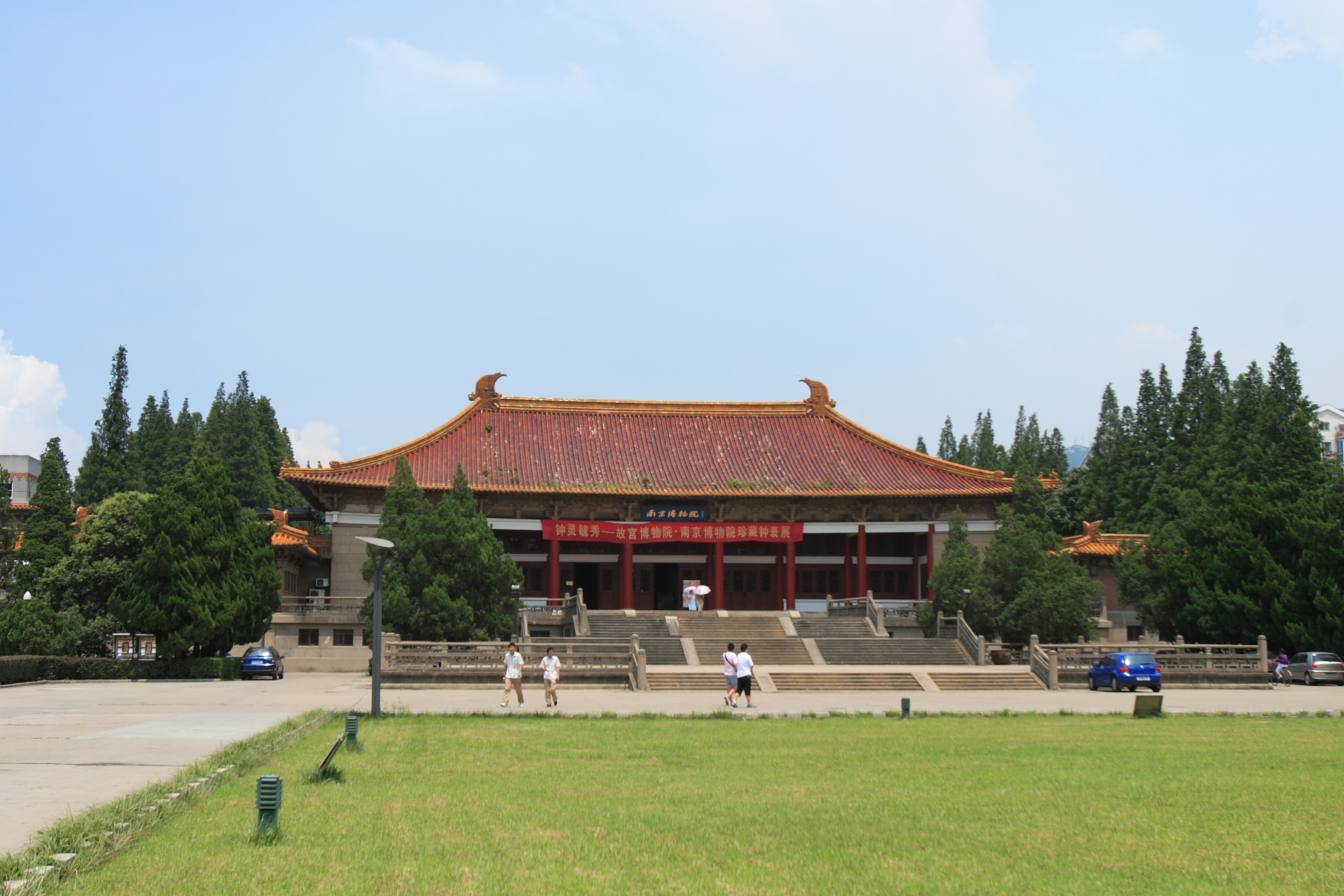
Nanjing-Museum

- Nanjing Massacre Memorial Hall (Gedächtnisausstellung an das Nanking-Massaker von 1937)

## Nantong
- Nantong-Museum (1905 als erstes modernes Museum Chinas eröffnet; 2005 ein Erweiterungsbau von Wu Liangyong)
- Nantong Textil-Museum (Das erste Textil-Museum Chinas, 1985; Museumsgebäude aus dem Jahr 1906)

## QingDao
- QingDao municipal museum (Die beiden Zhangba Buddha-Statuen)

(Als Kiautschau (chin. Jiāozhōu) war Tsingtau in Kiautschou von 1898 bis 1914 Flottenstützpunkt und Hauptort einer deutschen Kolonie, Gebäude aus dieser Epoche existieren)

## Shandong
- Shandong Science & Technology Museum
- The Confucius Temple, Family Seat, and Woods (Qufu, Konfuzius)

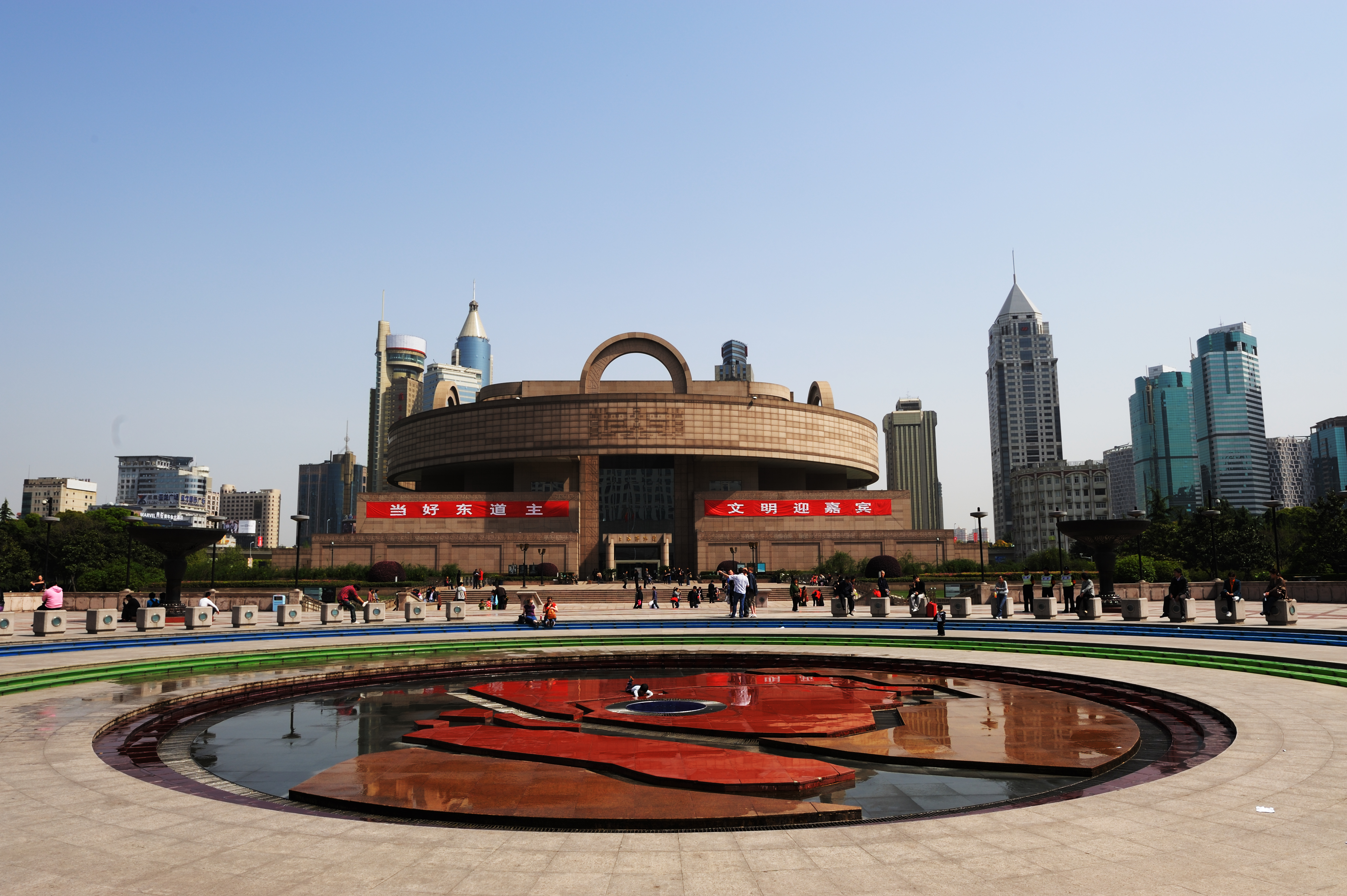
Shanghai Museum

## Shanghai(Schanghai)
- Automuseum Shanghai
- China Art Museum
- Power Station of Art
- Rockbund Art Museum
- Shanghai Jewish Refugees Museum
- Shanghai-Museum
- Kunstmuseum Shanghai
- Shanghai Entomological Museum
- Shanghai History Museum (Geschichte)
- Shanghai Science and Technology Museum
- China Maritime Museum
- C. Y. Tung Maritime Museum
- Shanghai Museum of TCM (Traditionelle Chinesische Medizin)
- Museum of Contemporary Art Shanghai (MOCA Shanghai), Museum zeitgenössischer Kunst
- Shanghai ziran bowuguan (Shanghai Natural History Museum, Huangpu, 1950; Gebäude des ehemaligen Baumwollmarktes von 1920)
- Urban Planning Museum
- Song Ching Ling Memorial Residence in Shanghai

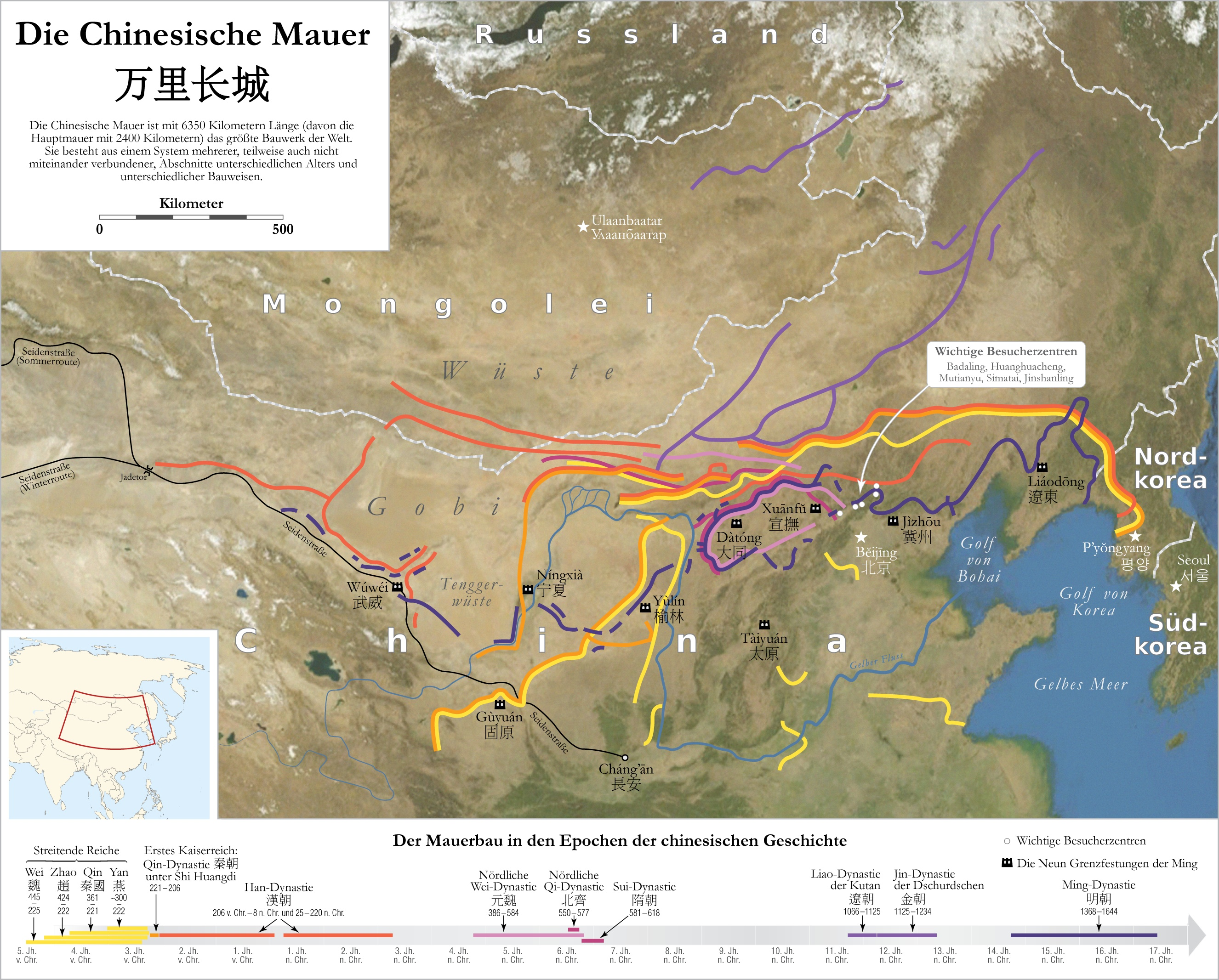
Karte von Mauer-Teilstücken. Vgl. zu Beijing, zu Shanhaiguan

- Shanghai Jewish Refugees Museum

## Shanhaiguan
- Mountain-Ocean-Pass (Chinesische Mauer)

## Shaoxing
- Lan Ting-Orchideenpavillion

## Shaanxi
- Historisches Museum Shaanxi (Xi’an)
- Xi’an Beilin Museum (Xi’an)
- Datong-Museum (Kloster)

vgl.: Xi’an

## Shanxi
Xuánkōng Sì (Hängendes Kloster), Hunyuan (6. Jahrhundert, während der Nördlichen Wei-Dynastie)

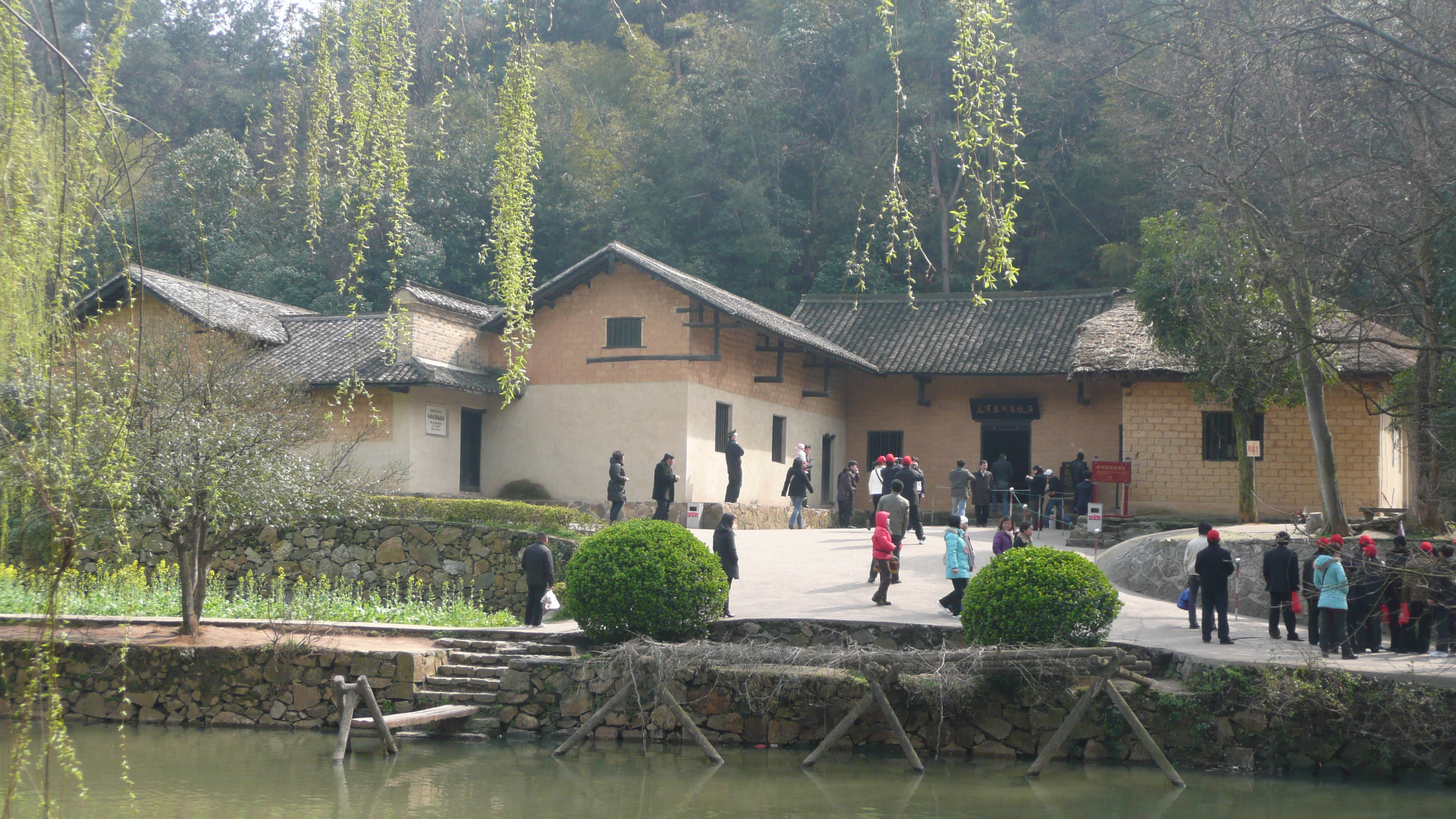
Mao Zedongs Geburtshaus in Shaoshan

## Shaoshan
- Mao Zedongs Geburtshaus (Gedenkort, weniger ein Museum)

## Shenyang
- Shenyang zhengqi jiche bowuguan (Shenyang Steam Locomotive Museum; 15 Loks der Bj. 1907–1972, Schwerpunkt 1930er Jahre) Siehe auch das Beijing Railway Museum bei der China Academy of Railway Sciences

## Sichuan
- Sichuan Museum (四川博物院, Sìchuān Bówùguǎn), Chengdu
- Chengdu Sichuan-Brokat und Stickerei-Museum (成都蜀锦织绣博物馆 Chéngdū Shǔjĭn Zhīxiù bó wù guǎn) Chengdu
- Dinosaurier-Museum Zigong, Zigong (Zigong konglong bowuguan, 1987)
- Erdbeben-Stelenwald von Xichang (Xīchāng dìzhèn bēilín, Xichang Earthquake Stele Forest, 1944 - umbenannt 1992; 100 Stelen über die Umstände großer Erdbeben von 745 bis 1850; Gebäude: konfuzian. Tempel 1087, sieben Hallen mit ca. 3.000 Stelen, Hauptgebäude 1963)
- Museum für Salzgeschichte Zigong, Zigong
- Wissenschafts- und Technikmuseum Sichuan, Chengdu
- Du Fu Cao Tang (Thatched Cottage of Du Fu), Chengdu
- Sanxingdui-Museum
- Museum der Jinsha-Stätte
- Chinesisches Farblaternen-Museum
- Die Residenz der Familie Liu in Dayi (Dayi Liushi zhuangyuan) des Grundherrn Liu Wencai, seit 1996 auf der Liste der Denkmäler der Volksrepublik China (4-212)
- Museum Cluster Jianchuan in Anren, Kreis Dayi

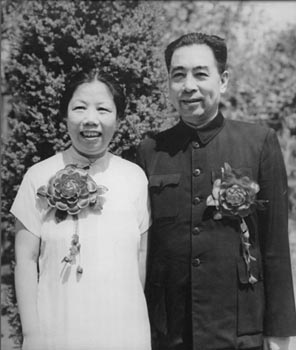
Deng Yingchao und Zhou Enlai, 1954

## Tibet
- Tibet-Museum

## Tianjin
- Luzutang (Boxer-Aufstand – Museum)
- Zhou-Enlai-Gedenkstätte (Zhou Enlai)
- Tianjin-Museum (Entstanden aus Tianjin Art Museum und Historical Museum)

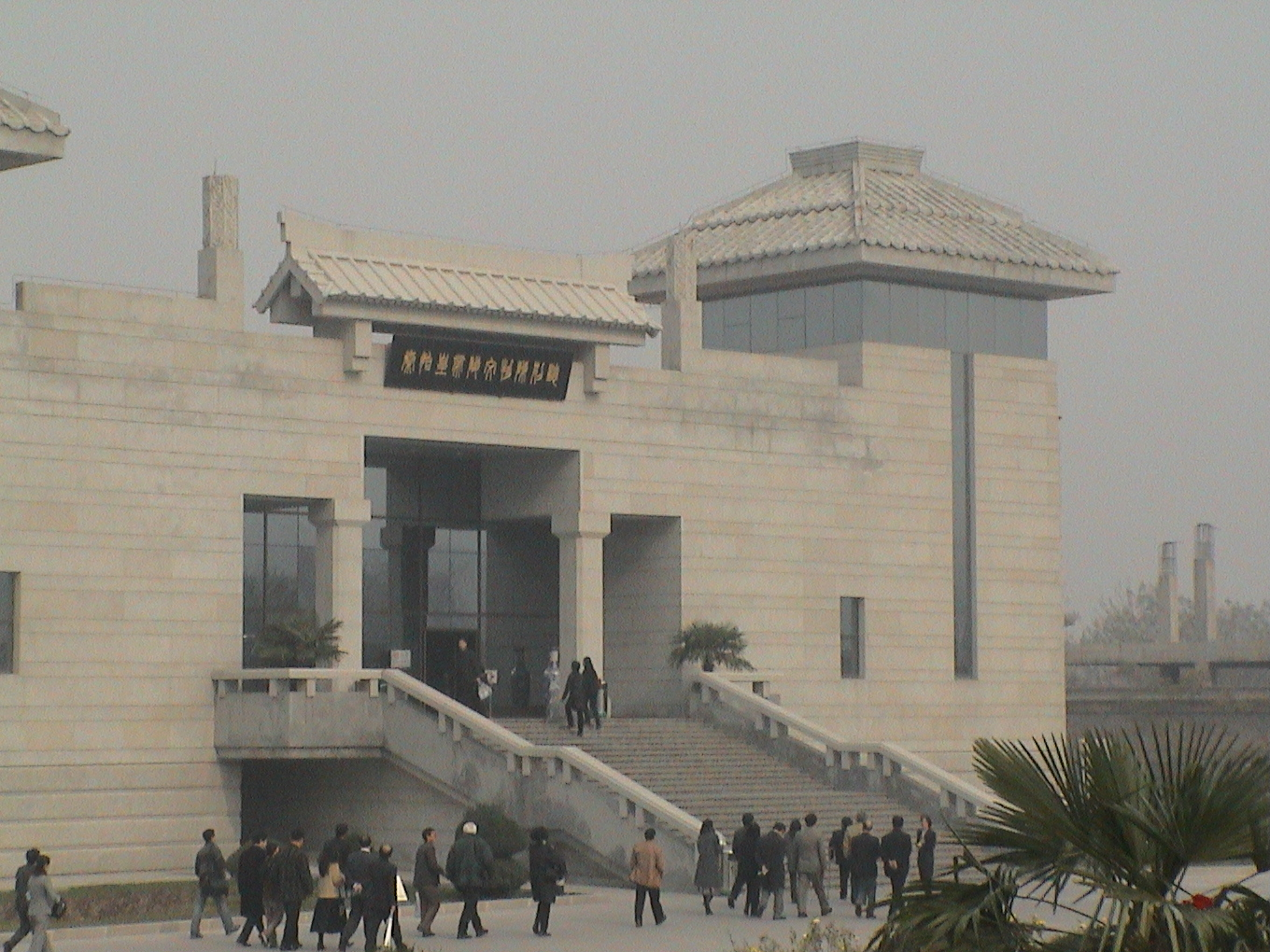
Museum der Terrakottaarmee, 2002

- Tianjin Natural History Museum

vgl. Guangdong

## Xiamen
- Tulou, kreisrunde Wohnhöfe (auch Hakka-Häuser; UNESCO-Welterbe)

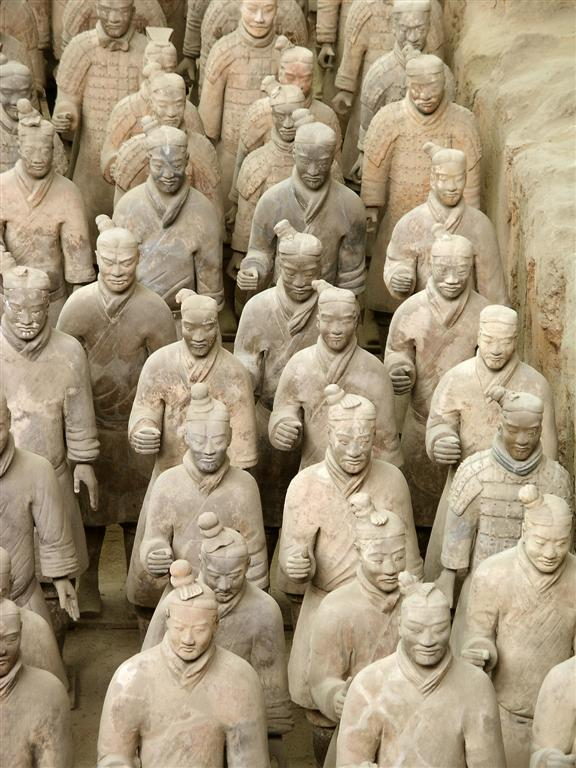
Krieger der Terrakotta-Armee

Insel Gulangyu:
- Gu Lang Yu Piano Museum
- Orgelmuseum Gulangyu

## Xi’an
- Museum der Terrakotta-Armee (Mausoleum Qín Shǐhuángdìs - Mausoleum of the First Qin Emperor (221 v. Chr. ff); Museumsgebäudekomplex Baubeginn 1975; Weltkulturerbe-Liste 1987)
- Banpo-Siedlung
- Historisches Museum Shaanxi (1991)

## Yangzhou
- Yangzhou-Museum (Bilder und Forschungsstelle zur Malerschule der „Acht Exzentriker“)
- Tomb of Bulhading (Zeugnisse des muslimischen Einfluss')

## Yunnan
- Yuxi-Museum (Yuxi Museum, Yuxi; paläontologisches Museum)
- Nationalitäten-Museum Yunnan (Völkerkundemuseum)
- Kunming Natural History Museum of Zoology

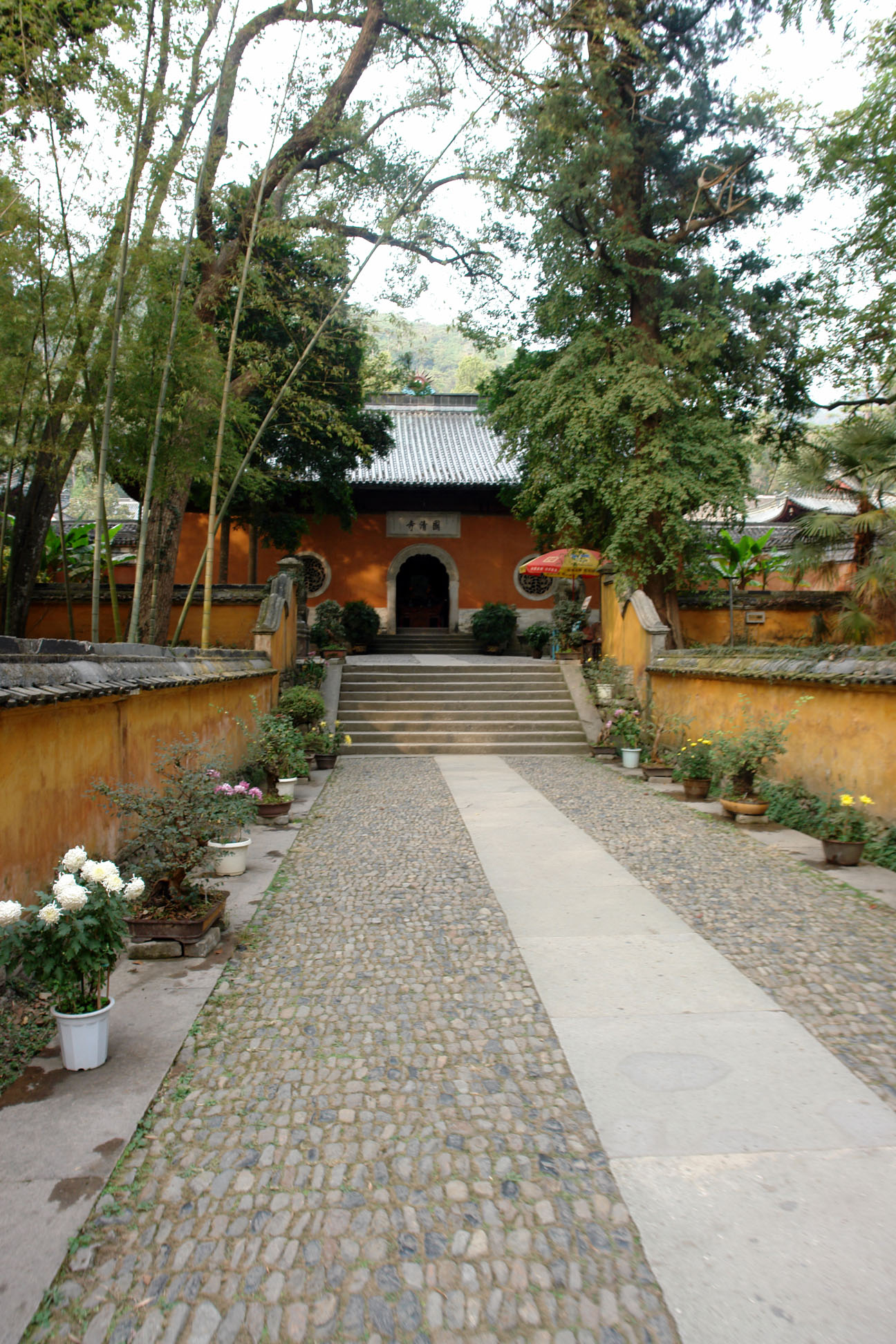
Guoqingtempel (Zhejiang)

## Zhejiang
- China National Tea Museum (Shuangfeng)
- Zhongguo sichou bowuguan, engl. China National Silk Museum (Hangzhou, 1992, Nationales Seidenmuseum; Seide)
- Zhoushan Museum
- China Grand Canal Museum (Kaiserkanal)
- Provinzmuseum Zhejiang (浙江省博物馆; gegründet 1929; Hangzhou)
- Naturkundemuseum Zhejiang (Zhejiang Museum für Naturkunde; 浙江自然博物馆; geht zurück auf eine Gründung von 1929. Jetziger Name seit 1984.)
- siehe auch: Guoqing Temple (Guóqīng sì; historisch wichtiger buddh. Tempel, 598 Sui-Dynastie; Mahayana)
- Zhejiang Meishuguan (浙江美术馆,  Zhèjiāng Měishùguǎn). Kunstmuseum Zhejiang; Zhejiang Art Museum; eröffnet 2009.